# Ba’eda Mariam
Ba’eda Mariam I. (äthiop. በእደ ማርያም, „der in der Hand Mariens ist“; * 1448 in Debre Berhan, Amhara; † 8. November 1478 in Abasi Wera Gabayi) war vom 26. August 1468 bis zu seinem Tod am 8. November 1478 Negus Negest (Kaiser) von Äthiopien sowie ein Mitglied der Solomonischen Dynastie. Er wurde als Sohn von Zara Yaqob und Seyon Morgasa in Debre Berhan geboren.

## Leben
Zara Yaqob war mit zunehmendem Alter immer mehr davon überzeugt, dass seine Familienmitglieder sich gegen ihn verschworen und ließ einige von ihnen verprügeln. 1462 starb Seyon Morgasa, die Mutter von Ba’eda Mariam, an den Folgen dieser Misshandlungen. Ba’eda Mariam ließ seine Mutter im Geheimen in der Kirche Maqdesa Mariam unweit von Debre Berhan beerdigen und spendete der Kirche Weihrauch und andere Geschenke. Zara Yaqob richtete daraufhin seinen Zorn gegen Ba’eda Mariam, bis Mitglieder der Äthiopischen-Orthodoxen Kirche die Kluft zwischen den beiden überbrückten. Letztlich bestimmte Zara Yaqob seinen Sohn öffentlich zu dessen Nachfolger.
Da seine eigene Mutter tot war, ernannte Ba’eda Mariam eine Frau seines Vaters, Eleni, zur Königinmutter. Sie stellte sich als schlagkräftiges Mitglied der königlichen Familie heraus, und Paul B. Henze fügt dazu an, dass sie unter ihrem Stiefsohn faktisch als gleichwertiger Herrscher agierte.
Gemäß Edward Ullendorff gelang es Ba’eda Mariam jedoch nicht, das riesige Kaiserreich seines Vaters zusammenzuhalten: einige der kurz zuvor eroberten, entlegenen Provinzen zeigten sich zunehmend widerspenstiger, die Feudalherren, welche Zara Yaqob für kurze Zeit zentral gelenkt hatte, machten ihre regionalen Ansprüche geltend und die obere Geistlichkeit fiel zurück in die alten etablierten Handlungsweisen und kirchliche Organisation.
Ba’eda Mariam verlegte seinen Hof ins Land der Gurage und nutzte ihn als Stützpunkt für Feldzüge in Dawaro und Bale. Diese regelmäßig unternommenen Feldzüge führten zu einem Friedensvertrag mit Muhammad, dem Sohn von Badlay ibn Sa’ad ad-Din. Die dadurch entstandene Ruhe an seinen südlichen Grenzen nutzte er, um gegen die widerspenstigen Falaschen in den nördlichen Gebieten vorzugehen. Als Muhammad starb, kam es jedoch erneut zum Krieg mit Adal.
Ba’eda Mariam starb in Abasi Wera Gabayi und wurde in Atrousa Mariam am linken Ufer des Blauen Nils beigesetzt. Sein Grabmal war bekannt für eine Darstellung von Maria und Christus, die der nach Äthiopien ausgewanderte, venetianische Künstler Brancaleon ausgeführt hatte. Das Grab wurde später, 1709, bei einem Überfall der Oromo zerstört. Die Oromo plünderten die Kirche, versklavten oder töteten alle anwesenden Menschen und warfen den Sarg Ba’eda Mariams von den nahegelegenen Felsen.